# Nina Rothemund
Nina Rothemund (* 1975) ist eine deutsche Schauspielerin.

## Leben
Rothemund ist die Tochter des 2024 verstorbenen Filmregisseurs Sigi Rothemund und Schwester des Filmregisseurs Marc Rothemund. Ihre erste Schauspiel-Erfahrung sammelte sie als Kinderdarstellerin in der ZDF-Weihnachtsserie Silas, in der sie die Rolle der Jenny spielte. 1985 hatte sie einen Gastauftritt in der ZDF-Fernsehserie Ein Heim für Tiere.
Erst 1998 war sie wieder als Schauspielerin aktiv. Sie spielte eine kleine Nebenrolle in dem für Pro 7 gedrehten Fernsehfilm Das Finale und war danach bis 2010 regelmäßig in Fernsehserien und -filmen zu sehen.

## Filmografie
- 1981: Silas (Fernsehserie)
- 1985: Ein Heim für Tiere (Fernsehserie, Episodenrolle)
- 1998: Das Finale (Fernsehfilm)
- 1999: Der Clown (Fernsehserie, Episodenrolle)
- 2000: Max und Lisa (Fernsehserie, Episodenrolle)
- 2000, 2003, 2008: SOKO 5113 (Fernsehserie, Episodenrollen)
- 2001: Für alle Fälle Stefanie (Fernsehserie, Episodenrolle)
- 2001: Im Namen des Gesetzes (Fernsehserie, Episodenrolle)
- 2002: SK Kölsch (Fernsehserie, Episodenrolle)
- 2002: Die Couch-Cowboys (Fernsehserie)
- 2002: Wen küsst die Braut? (Fernsehfilm)
- 2004: Grüße aus Kaschmir (Fernsehfilm)
- 2004: Mr. und Mrs. Right (Fernsehfilm)
- 2005: Hallo Robbie! (Fernsehserie, Episodenrolle)
- 2005: Emilia – Die zweite Chance (Fernsehfilm)
- 2006: Papa und Mama (Fernsehfilm)
- 2006, 2008–2009: Zwei Ärzte sind einer zu viel (Fernsehserie)
- 2009: Die Rosenheim-Cops (Fernsehserie, Episodenrolle)
- 2010: Unser Charlie (Fernsehserie, Episodenrolle)